# Юдасин, Леонид Григорьевич
Леонид Григорьевич Юдасин (ивр. ליאוניד יודסין;‎ род. 8 августа 1959, Ленинград) — израильский шахматист, тренер, гроссмейстер (1990), инженер.
Чемпион Ленинграда (1984). Участник чемпионатов СССР: 1981, 1986, 1988, 1990 (по очкам делил первое место с победителем А. Г. Белявским, а также Е. И. Бареевым и А. Б. Выжманавиным, но по дополнительным показателям стал вторым), 1991. Успешно выступил в 1-й лиге 55-го чемпионата СССР (Львов, 1987) — 2-е место. Участник матчей претендентов в 1993 году.
Лучшие результаты в международных соревнованиях: Минск (1982) — 3-е; Будапешт (1982) — 2—3-е; Трнава (1983) — 3—6-е; Львов (1983) — 3—4-е; Албена (1985) — 1-е; Баку (1986) — 3-е; Лейпциг (1986) — 3—5-е; Гдыня (1987) — 1-е места.
Дважды побеждал на шахматной олимпиаде в 1990 году в составе сборной СССР в командном и личном зачёте.
В 1994 и 1996 годах представлял Израиль на шахматных олимпиадах. Большую часть времени находится в США, где преподаёт в шахматной академии.
С начала 1990-х годов Юдасин ведёт религиозный образ жизни, относится к ортодоксальному еврейству. Автор популярных статей по иудаизму.

## Изменения рейтинга
| Графики недоступны из-за технических проблем. См. информацию на Фабрикаторе и на mediawiki.org. |

## Книги
- Тысячелетний миф шахмат : Историко-философское исследование. Москва : Северный паломник, 2004. 606 с. ISBN 5-94431-123-1.